# Día festivo
Los días festivos son momentos especiales en los que se conmemoran hechos importantes, se celebran tradiciones o se dedican a la reflexión y el descanso. Existen muchos tipos de días festivos que varían según el país, la cultura y la religión, pero todos comparten el mismo objetivo de brindar un respiro a la rutina diaria, ya sea a través del descanso, el homenaje o la celebración. En este texto se explorarán los distintos tipos de días festivos que existen, clasificándolos según su naturaleza y el contexto que los motiva.
El día feriado es aquel que no es día laborable (en el ámbito laboral) o que no es día hábil (en el ámbito procesal), y puede ser el domingo (en la mayoría de los países del mundo), el sábado (en los países influidos por la cultura judía) o el viernes (en los países influidos por la cultura islámica), además de otros días declarados festivos. Además, un día festivo es una fecha del calendario que resalta de forma especial, y habitualmente suele ser feriado. Todas las culturas y naciones celebran diferentes eventos durante el año, en fechas específicas de tipo cultural, político o religioso. Estas fechas son señaladas por las legislaciones de los países respectivos. Por lo general, los días feriados no se consideran para el cómputo de los términos procesales.

## Tipos

### Fiestas religiosas
Muchos días festivos están vinculados a la fe y religiones. Las festividades del cristianismo se definen como parte del año litúrgico, siendo las principales Pascua y Navidad. Los cristianos ortodoxos y los católicos occidentales romanos del día de la fiesta patronal o «día onomástico» se celebran en el día del santo patrón de cada lugar, según el Calendario de santos. Los testigos de Jehová conmemoran anualmente «El Memorial de la muerte de Jesucristo», pero no celebran otras festividades con significado religioso como Semana Santa, Navidad o Año Nuevo. Esto es especialmente cierto para aquellas festividades que han combinado y absorbido rituales, matices o prácticas de creencias no cristianas en la celebración, así como aquellas festividades que distraen o reemplazan la adoración a Jehová. En el Islam, los días festivos más grandes son Eid al-Fitr (inmediatamente después del Ramadán) y Eid al-Adha (al final del Hach). Los musulmanes ahmadíes también celebran el Día del Mesías Prometido, Día del Reformador Prometido y Día del Califato, pero contrariamente a la creencia popular, ninguno de los dos se considera festivo. Los hindúes, jainistas y sijes observan varias festividades, una de las más grandes es Diwali (Festival de la Luz). Los días festivos japoneses, así como algunos días festivos católicos, contienen fuertes referencias a varias religiones y creencias diferentes. Las fiestas celtas, nórdicas y del neopaganismo siguen el orden de la Rueda del año. Por ejemplo, las ideas navideñas como decorar árboles y colores (verde, rojo y blanco) tienen ideas muy similares a la Wicca moderna (una creencia pagana moderna) Yule, que es un Sabbat menor de la rueda del año. Algunos están estrechamente relacionados con las fiestas suecas. La fe baháʼí observa los 11 días festivos anuales en las fechas determinadas mediante el calendario baháʼí. Los judíos tienen dos temporadas festivas: las fiestas de primavera de Pésaj (Pascua) y Shavuot (Semanas, llamadas Pentecostés en griego); y las fiestas de otoño de Rosh Hashaná (Jefe del Año), Yom Kippur (Día de Expiación), Sucot (Tabernáculos), y Shemini Atzeret (Octavo Día de Asamblea).

### Días festivos nacionales
Los días festivos nacionales son aquellos que se celebran en todo un país para conmemorar eventos históricos de gran importancia. Estos días están generalmente relacionados con momentos clave de la historia de una nación, como la independencia, la revolución o la fundación del estado.
Por ejemplo, en muchos países de América Latina, el 12 de octubre se celebra el Día de la Raza, que marca el encuentro de los continentes americano y europeo con la llegada de Cristóbal Colón. En México, el 16 de septiembre se celebra el Día de la Independencia, conmemorando el inicio de la lucha por la independencia del país en 1810.
Este tipo de festividades refuerza el sentido de identidad nacional y, en muchos casos, se celebran con desfiles, ceremonias oficiales, y actividades cívicas y culturales que reúnen a la población. Son días de unión y orgullo colectivo, y suelen ser festivos en todo el país, es decir, se otorgan como días de descanso para los trabajadores y estudiantes.

### Días festivos de carácter cultural
A menudo, los días festivos no están ligados a hechos históricos ni a prácticas religiosas, sino que son el resultado de tradiciones populares o culturales. Estos días celebran las costumbres locales, las artes, la gastronomía o el folclore de una región o un grupo social.
Uno de los ejemplos más representativos de este tipo de festividad es el Día de los Muertos en México, celebrado el 1 y 2 de noviembre. Aunque tiene influencias religiosas, su enfoque principal es el homenaje a los difuntos mediante ofrendas, altares, comida tradicional, y la creencia de que las almas de los muertos regresan para reunirse con sus seres queridos. Este día es una mezcla de la cultura indígena y la tradición católica, y se ha convertido en un símbolo de la identidad mexicana.
Otro ejemplo son las fiestas patronales, celebraciones en honor a los santos patronos de diferentes localidades. En España y en muchas regiones de América Latina, las fiestas patronales son de gran importancia, y suelen incluir eventos como procesiones, danzas, música y actividades populares.

### Días festivos laborales
Algunos días festivos tienen un carácter laboral, es decir, están relacionados con la reivindicación de los derechos de los trabajadores o con el reconocimiento de su labor. El Día Internacional de los Trabajadores, celebrado el 1 de mayo, es un claro ejemplo de un día festivo de este tipo. Esta fecha tiene su origen en las luchas sindicales por mejores condiciones laborales en el siglo XIX, y hoy en día se celebra en muchos países con manifestaciones, marchas y actividades reivindicatorias.
En otros casos, días festivos como el Día de la Mujer (8 de marzo) o el Día del Niño pueden tener un componente social y laboral, ya que buscan sensibilizar a la sociedad sobre la importancia de ciertos colectivos o promover el respeto y la igualdad de derechos en diversos ámbitos de la vida.

### Días festivos regionales o locales
Además de los días festivos nacionales, existen días festivos que son específicos de una región o localidad. Estas celebraciones están relacionadas con eventos históricos, culturales o religiosos que tienen un valor especial en una determinada área geográfica. Un ejemplo de este tipo de festividad es el Día de San Fermín en Pamplona, España, que se celebra en honor al santo patrón de la ciudad con las famosas fiestas de los encierros.
Otro ejemplo es el Día de la Virgen de la Candelaria, celebrado en varias regiones de América Latina, especialmente en Perú, Bolivia y Venezuela, donde las comunidades rinden homenaje a la Virgen bajo diversas tradiciones locales.

### Días festivos comerciales
Finalmente, existen días festivos que, si bien pueden tener un origen tradicional o cultural, han sido aprovechados por el mercado para promover el consumo. Un ejemplo claro es el Día de San Valentín (14 de febrero), que si bien tiene orígenes en una festividad cristiana, hoy en día es ampliamente celebrado como un día para el comercio de flores, chocolates, y regalos románticos.
Días como el Black Friday, el Cyber Monday y otros eventos de ventas masivas, aunque no son festivos tradicionales, se han ganado un lugar importante en los calendarios comerciales y en la vida cotidiana de muchas personas, sobre todo en países con economías orientadas al consumo.

## Situación por país

### Argentina
Feriados públicos de Argentina días festivos en la Argentina se clasifican en días feriados y días no laborables. Estos pueden ser nacionales, provinciales o municipales, o ser exclusivos de una rama laboral o educativa. Los feriados nacionales son de observancia obligatoria para todos los empleadores, mientras que un día no laborable es facultativo del empleador si quiere otorgárselo a sus empleados. Además pueden ser fijos, trasladables por motivos turísticos, o caer en distintos días de año a año debido a que se establecen por otros calendarios. Los feriados se rigen por el Decreto 1584/2010 y su modificatoria Decreto 923/2017. Asimismo, existen diversos aniversarios no tipificados como feriados, en los cuales se recuerdan acontecimientos generalmente de tipo contemporáneo y que pueden incluir actividad social o cobertura mediática, pero que permanecen como días laborables.
Los feriados nacionales incluyen festividades de la Iglesia católica, fiestas cívicas, conmemoraciones y feriados turísticos. Existen feriados que caen siempre en el mismo día de cada año y otros que son móviles. Algunos feriados son trasladables a un día lunes por motivos de promoción turística. Los días no laborables nacionales incluyen al Jueves Santo y días específicos para los habitantes judíos y musulmanes. Así mismo se han implementado desde 2011 mediante el Decreto 1585/2010 los denominados feriados puente con fines turísticos.
Los feriados trasladables cuyas fechas coincidan con los días martes y miércoles serán trasladados al día lunes anterior. Los que coincidan con los días jueves y viernes serán trasladados al día lunes siguiente.

### Chile
En Chile hay nueve feriados de carácter religioso y otros seis (sin contar los locales y especiales) de carácter civil, aunque la ley no hace distinción entre ellos. En general, los feriados son válidos en todo el territorio nacional, excepto dos, que solo cubren a localidades específicas. Con todo, cinco feriados gozan del estatus añadido de «irrenunciable», en que la ley prohíbe el funcionamiento de las áreas productivas y del comercio que normalmente sigue operando durante un feriado común.
La ley 2977, promulgada el 23 de enero de 1915, recogió y ordenó los feriados celebrados en Chile; ésta prescribía la observancia de los siguientes festivos:
1. Todos los domingos del año.
2. 1 de enero (Año Nuevo), 29 de junio (San Pedro y San Pablo), 15 de agosto (Asunción de la Virgen), 1 de noviembre (Día de Todos los Santos), 8 de diciembre (Inmaculada Concepción de la Virgen), 25 de diciembre (Navidad) y los feriados movibles de Ascensión del Señor y Corpus Christi.
3. Los días viernes y sábado de Semana Santa.
4. 18 de septiembre, creación de la Primera Junta Nacional de Gobierno en 1810.
5. 19 de septiembre y 21 de mayo, en celebración de las Glorias del Ejército y de la Armada.
6. El día de elección de electores del Presidente de la República.

Debe notarse que la misma ley eliminó, por omisión, otros feriados religiosos observados hasta ese momento: Adoración de los Santos Reyes (6 de enero), Carnaval (móvil), Anunciación del Señor (25 de marzo) y Natividad de la Virgen (8 de septiembre); también redujo las fiestas patrias a solamente dos días (hasta 1914, se habían celebrado desde el 18 hasta el 20 de septiembre).
A lo largo de los siglos XX y XXI, diversas leyes han agregado, modificado o eliminado varios días festivos, por lo que la lista actual de días feriados es bastante distinta a la establecida en 1915.
La ley 3810, promulgada el 24 de noviembre de 1921, estableció el feriado del Aniversario del Descubrimiento de América el 12 de octubre.
El decreto con fuerza de ley 178 de 1931 del Ministerio del Interior, promulgado el 13 de mayo de dicho año, estableció el Día del Trabajo como feriado permanente (el 1 de mayo de 1931 ya había sido feriado singular por el mismo motivo, según lo establecido por el decreto con fuerza de ley 130 de 1931 del Ministerio del Interior).
En 1932, el decreto ley 636 repuso el feriado del 20 de septiembre, que se mantuvo vigente hasta 1944.
En 1968, con motivo de la reforma al calendario litúrgico efectuada después del Concilio Vaticano II, la ley 16840 eliminó los feriados de San Pedro y San Pablo, Ascensión del Señor y Corpus Christi. La Iglesia católica acordó con el gobierno de la época celebrarlos el domingo más cercano, conforme al indulto concedido por la Santa Sede para los países que así lo solicitaran.
En 1973, la Junta Militar derogó el feriado del 12 de octubre, pero lo restableció al año siguiente. Posteriormente, en 1981, la ley 18026 estableció el feriado "Día de la Liberación Nacional", a observarse el 11 de septiembre, aniversario del Golpe de Estado. En 1985, mediante la ley 18432, se restableció el feriado de San Pedro y San Pablo, como acción de agradecimiento por la mediación papal en el conflicto del Beagle. Luego, en 1987, durante la visita del papa Juan Pablo II, la ley 18607 restableció el feriado de Corpus Christi, como acción de gracias por la visita papal, aunque los obispos de Chile prefirieron mantener la observancia de la fiesta litúrgica en el domingo más cercano.
En 1988, la ley 18700 estableció que los días de elecciones presidenciales y plebiscitos debían ser feriados.
En octubre de 1998, tras un amplio acuerdo político, se publicó la ley 19.588, que reemplazó el feriado de 11 de septiembre por el "Día de la Unidad Nacional", a celebrarse el primer lunes de septiembre (este festivo tendría una corta vida, pues fue abolido en marzo de 2002).
En 2000, la ley 19668 movió San Pedro y San Pablo, Corpus Christi y el Aniversario del Descubrimiento de América al lunes anterior (en caso de caer en martes, miércoles o jueves) o al lunes posterior (de caer en viernes). Adicionalmente, cambió el nombre del último de los tres a "Día del Descubrimiento de Dos Mundos", una obvia corrupción del eslogan "Encuentro de Dos Mundos", con que la Celebración del V Centenario del Descubrimiento de América había sido promovida.

El 6 de enero de 2007, la ley 20148 reemplazó el Corpus Christi por el Día de la Virgen del Carmen, a observarse el 16 de julio, para conmemorar a la Patrona de Chile (honrada con dicho título de manera extraoficial desde 1818 y oficialmente desde 1923 por decreto del papa Pío XI). Esto homenajea una tradición patria, la Procesión y Fiesta del Carmen, realizada en distintos lugares del país, especialmente en La Tirana, en Maipú y en Concepción.
La ley 20215, del 14 de septiembre de 2007, declaró feriados todos los días lunes 17 de septiembre y viernes 20 de septiembre.
El 11 de octubre de 2008 se publicó la ley 20299, que establece el Día Nacional de las Iglesias Evangélicas y Protestantes; este feriado se desplaza al viernes anterior si cae en día martes y al posterior si cae en miércoles.
El 12 de junio de 2009 se publicó la ley 20354, que reforma la constitución, cambiando la forma de calcular la fecha en que deben efectuarse las elecciones presidenciales de modo que siempre caigan en día domingo.
El 30 de abril de 2013 se publicó la ley 20663, que declara feriado el 7 de junio en la XV región de Arica y Parinacota. Este feriado regional ha abierto las puertas a los clamores de otras regiones, por lo que ahora se tramitan en el Congreso varias leyes que buscan lo mismo en las regiones de Tarapacá, Antofagasta, Los Ríos, etcétera.
El 30 de diciembre de 2016 se publicó la ley 20983, que declara feriados los días lunes 2 de enero y viernes 17 de septiembre, en los años en que estos ocurran.

### Colombia
En Colombia se reconocen dos tipos de días festivos: festivos religiosos y fiestas cívicas, un grupo de estas últimas son las fiestas patrias. Todas estas fiestas oficiales son días no laborales.
Otra división que existe en los festivos son los de fecha fija (8) y los de fecha movible (10). Entre estos últimos están las fiestas que se mueven de acuerdo con la Pascua, y los festivos que se celebran el primer lunes a partir de una determinada fecha.
Colombia entra en los países con más festivos en el mundo.

### España
En España, en el ámbito procesal se consideran inhábiles los sábados, los domingos y los festivos; mientras en el ámbito administrativo son inhábiles los domingos y los festivos.
Se distingue entre días hábiles/inhábiles (en los ámbitos procesal y administrativo), y días laborables/festivos (en el ámbito laboral).
Existe un calendario laboral y otro de días inhábiles que los regula (artículo 48.7 de la Ley de Régimen Jurídico de las Administraciones Públicas y del Procedimiento Administrativo Común -Ley 30/1992, de 26 de noviembre-, redacción dada según Ley 4/1999, de 13 de enero):
«Art. 48. Cómputo.
(...)
7. La Administración General del Estado y las Administraciones de las Comunidades Autónomas, con sujeción al calendario laboral oficial, fijarán, en su respectivo ámbito, el calendario de días inhábiles a efectos de cómputos de plazos. El calendario aprobado por las comunidades autónomas comprenderá los días inhábiles de las Entidades que integran la Administración Local correspondiente a su ámbito territorial, a las que será de aplicación.
Dicho calendario deberá publicarse antes del comienzo de cada año en el diario oficial que corresponda y en otros medios de difusión que garanticen su conocimiento por los ciudadanos.».

### El Salvador
Es importante establecer que los días feriados (o asuetos) por mandato de la Ley salvadoreña son:
- 1° de enero. Año nuevo.
- Jueves, viernes y sábado de la Semana Santa.
- 1° de mayo. Día del trabajo.
- 10 de mayo. Día de la madre.
- 17 de junio. Día del padre.
- 6 de agosto*. Fiesta Divino Salvador del Mundo.
- 15 de septiembre. Día de la Independencia.
- 2 de noviembre. Día de los difuntos muertos.
- 25 de diciembre. Navidad.
- En cuanto a los días 3 y 5 de agosto serán asueto únicamente para la ciudad de San Salvador y para el resto del país será el día principal de la festividad más importante del lugar de trabajo.

Artículo 190 del Código de Trabajo de la República de El Salvador.

### Honduras
Los días festivos (o días feriados) en Honduras son en su mayoría festividades cristianas o la conmemoración de acontecimientos en la historia hondureña. 
Honduras tiene 11 festivos nacionales para todo el país como los días de Semana Santa, Navidad o el 15 de septiembre. Además Honduras tiene también 12 días festivos adicionales que aunque no son obligatorios, muchos sí son celebrados en distintas maneras por todo el país. Días como Nochebuena y Nochevieja son celebrados con muchas tradiciones hondureñas. De igual manera que el Día de la Madre, Día del Padre y el Día del Niño son muy celebrados entre familiares y en las escuelas.
El 15 de septiembre, el Día de la Independencia, es celebrado con desfiles escolares en todos las ciudades del país. Generalmente, cada escuela participa en la procesión con cada estudiante participante en una banda, bailarines, como escolta, etcétera.

### México
México es conocido por su rica herencia cultural, y sus días festivos reflejan una mezcla de tradiciones indígenas, influencia española y celebraciones modernas. Los principales días festivos del país son una combinación vibrante de eventos religiosos, nacionales y culturales.
Día de los Muertos – 1 y 2 de noviembre, es uno de los días festivos más famosos de México, es una celebración colorida en honor a los seres queridos fallecidos. Esta festividad fusiona las tradiciones indígenas con influencias católicas y está reconocida por la UNESCO. Las familias crean altares en casa o en los cementerios, decorándolos con flores, velas, calaveritas de azúcar, fotografías y los alimentos y bebidas favoritas de los difuntos. La celebración es un recuerdo alegre de los antepasados, con desfiles, música y festivales callejeros en muchas ciudades, especialmente en Oaxaca y Ciudad de México.
Día de la Independencia – 16 de septiembre. Conocido como "El Grito de Dolores", este día nacional conmemora el inicio de la Guerra de Independencia de México en 1810. La noche del 15 de septiembre, el presidente de México toca la campana del Palacio Nacional en la Ciudad de México y grita el famoso "¡Viva México!", seguido por multitudes que repiten el cántico. El día se marca con desfiles patrióticos, fuegos artificiales, música y el uso de los colores nacionales (verde, blanco y rojo). Es un día de orgullo nacional, celebrado con reuniones familiares, alimentos tradicionales como los tacos y mucho tequila.
Navidad – 25 de diciembre. Como en muchos países, la Navidad es una festividad importante en México, celebrada con una mezcla de tradiciones religiosas y culturales. La temporada navideña comienza con Las Posadas, una celebración de nueve días que recrea la búsqueda de María y José de un lugar donde hospedarse en Belén. La Nochebuena, o Nochebuena, se marca con una festiva cena familiar, y la celebración continúa con La Misa de Gallo (Misa de Medianoche). El día de Navidad, las familias se reúnen para compartir comidas y regalos.
Cinco de Mayo – 5 de mayo, aunque no se celebra ampliamente en todas las partes de México, el Cinco de Mayo conmemora la Batalla de Puebla de 1862, cuando las fuerzas mexicanas derrotaron al ejército francés. El día se celebra especialmente en el estado de Puebla con desfiles, representaciones y festividades. En otras partes del mundo, especialmente en EE. UU., se ha convertido en una celebración de la cultura y el patrimonio mexicano.
Día de la Revolución – 20 de noviembre, este día marca el inicio de la Revolución Mexicana en 1910, un conflicto que duró una década y llevó a cambios sociales y políticos significativos. El día se celebra con desfiles, especialmente en Ciudad de México, donde grupos militares y civiles rinden homenaje a este evento histórico.
Estos días festivos, entre otros, son un testimonio del rico tapiz cultural de México, donde la historia, la familia, la fe y la festividad se unen en celebraciones llenas de significado.

### Paraguay
Los días feriados en Paraguay están establecidos por Ley 8 del 6 de junio de 1990, y sus modificaciones Leyes 1.601/2000 y 4.531/2011. La 

### Turkmenistán
Los días festivos en Turkmenistán están establecidos en la Constitución de Turkmenistán. El es una lista de días festivos reconocidos a nivel nacional en el país.
Días festivos en Turkmenistán:
- 1 de enero, Día de Año Nuevo;
- 8 de marzo, Día Internacional de la Mujer;
- 21-22 de marzo, Nouruz;
- 18 de mayo, Día de la Constitución;
- 27 de septiembre, Día de la Independencia;
- 6 de octubre, Día Nacional de Luto;
- 12 de diciembre, Día de la Neutralidad;

- Días festivos móviles:
  - Eid al-Fitr;
  - Eid al-Adha.

### Uruguay
Los feriados de Uruguay son aquellos establecidos por ley, que son:
- 1 de enero: Año Nuevo
- 6 de enero: Día de los Niños
- fecha variable: Carnaval
- fecha variable: Semana de Turismo
- 19 de abril: Desembarco de los Treinta y Tres Orientales
- 1 de mayo: Día de los Trabajadores
- 18 de mayo: Batalla de las Piedras
- 19 de junio: Natalicio de Artigas
- 19 de julio: Jura de la Constitución
- 25 de agosto: Declaratoria de la Independencia
- 12 de octubre: Día de la Raza
- 2 de noviembre: Día de los Difuntos
- 25 de diciembre: Dïa de la Familia.

### Venezuela
Estos son los días festivos en Venezuela:
- 1 de enero: Día de Año Nuevo
- Carnaval, que puede variar entre febrero y marzo.
- Semana Santa, variable entre marzo y abril
- 19 de abril: Declaración de la Independencia
- 1 de mayo: Día del Trabajador
- 24 de junio: Batalla de Carabobo
- 5 de julio: Día de la Independencia
- 24 de julio: Natalicio de Simón Bolívar
- 12 de octubre: Día de la Resistencia Indígena
- 24 y 25 de diciembre: Navidad
- 31 de diciembre: Día de Fin de Año

## Comercialismo
En Estados Unidos, las fiestas se han visto arrastradas a una cultura de consumo desde finales del siglo XIX. Muchas fiestas cívicas, religiosas y populares se han comercializado. Así, las tradiciones se han remodelado para servir a las necesidades de la industria. Leigh Eric Schmidt argumenta que el crecimiento de la cultura del consumo permitió el crecimiento de las fiestas como una oportunidad para el aumento del consumo público y el ordenamiento de su calendario. Así, después de la Guerra Civil, cuando los grandes almacenes se convirtieron en la expresión espacial del comercialismo, las fiestas se convirtieron en la expresión temporal del mismo.